# Заречье (Тихвинский район)
Заречье — деревня в Шугозёрском сельском поселении Тихвинского района Ленинградской области.

## История

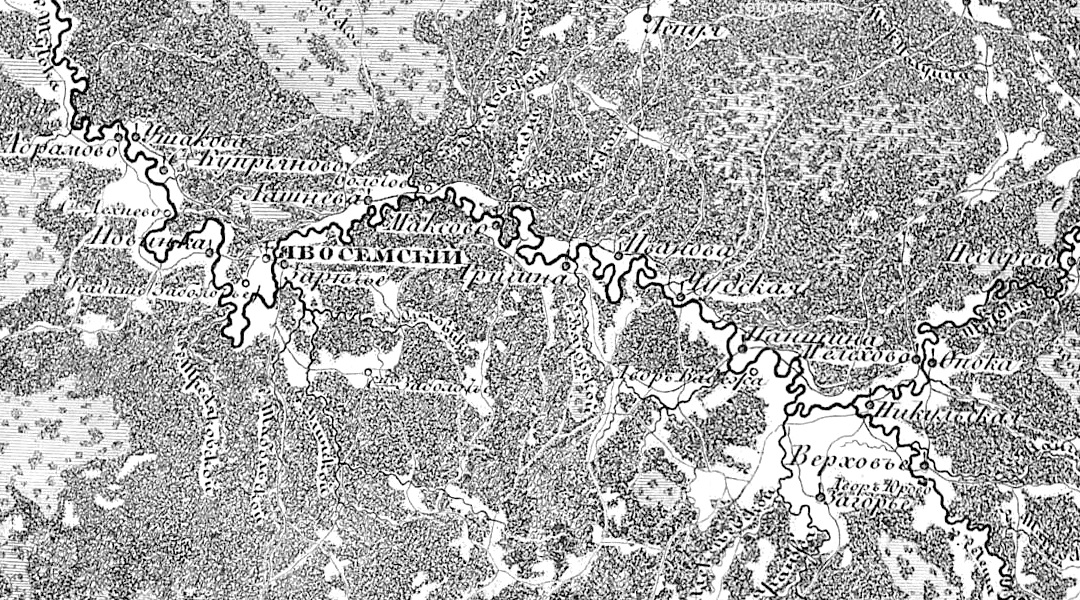
Деревня Заречье на семитопографической карте Новгородской губернии 1847 года

ЗАРЕЧЬЕ — деревня Заречского общества, прихода Явосемского погоста. Река Явосьма. 

Крестьянских дворов — 14. Строений — 20, в том числе жилых — 15. Питейный дом.

Число жителей по семейным спискам 1879 г.: 31 м. п., 47 ж. п.; по приходским сведениям 1879 г.: 35 м. п., 54 ж. п.

В конце XIX — начале XX века деревня административно относилась к Кузьминской волости 2-го земского участка 2-го стана Тихвинского уезда Новгородской губернии.

ЗАРЕЧЬЕ — деревня Заречского общества, дворов — 16, жилых домов — 27, число жителей: 62 м. п., 54 ж. п.
 
Занятия жителей — земледелие, рубка и сплав леса. Река Явосьма. Смежна с погостом Явосемским. (1910 год)

По сведениям на 1 января 1913 года в деревне было 143 жителя из них детей в возрасте от 8 до 11 лет — 14 человек.
С 1917 по 1918 год деревня входила в состав Кузьминской волости Тихвинского уезда Новгородской губернии. 
С 1918 года в составе Череповецкой губернии.
С 1924 года в составе Капшинской волости.
С 1927 года в составе Заречского сельсовета Капшинского района.
Согласно карте Ленинградской области Северо-западного аэрогеодезического треста ГГУ издания 1932 года деревня насчитывала 14 крестьянских дворов:
| Внешние изображения | Внешние изображения                |
| ------------------- | ---------------------------------- |
|                     | Деревня Заречье на карте 1932 года |

По данным 1933 года деревня Заречье входила в состав Заречского сельсовета Капшинского района с административным центром в деревне Ушаково.
По данным 1936 года в состав Заречского сельсовета с центром в деревне Ушаково входили 13 населённых пунктов, 202 хозяйства и 4 колхоза.
В 1950 году население деревни составляло 140 человек.
В 1961 году население деревни составляло 73 человека.
С 1963 года в составе Тихвинского района.
По данным 1966 и 1973 годов деревня Заречье входила в состав Заречского сельсовета Тихвинского района с административным центром в деревне Ушаково.
По данным 1990 года деревня Заречье входила в состав Ганьковского сельсовета.
В 1997 году в деревне Заречье Ганьковской волости проживали 27 человек, в 2002 году — 32 человека (все русские).
В 2007 году в деревне Заречье Шугозёрского СП проживали 20 человек, в 2010 году — 21.

## География
Деревня расположена в центральной части района на автодороге 41К-889 (Шугозеро — Заречье).
Расстояние до административного центра поселения — 19 км.
Расстояние до ближайшей железнодорожной станции Тихвин — 92 км.
Через деревню протекает река Явосьма.

## Демография
| 2007 | 2010 | 2017 |
| ---- | ---- | ---- |
| 20   | ↗21  | ↘15  |

### Национальный состав
Согласно данным Всероссийской переписи населения 2021 года в деревне проживали 16 человек, все русские.

## Улицы
Зареченская, Золотова.